# دم‌خاری گردن‌بندی
دم‌خاری گردن‌بندی یا دم‌خاری گردن‌بنددار (نام علمی: Synallaxis stictotothorax) گونه‌ای از پرندگان تنورمرغان از تیرهٔ Furnariidae است که در اکوادور و پرو یافت می‌شود.

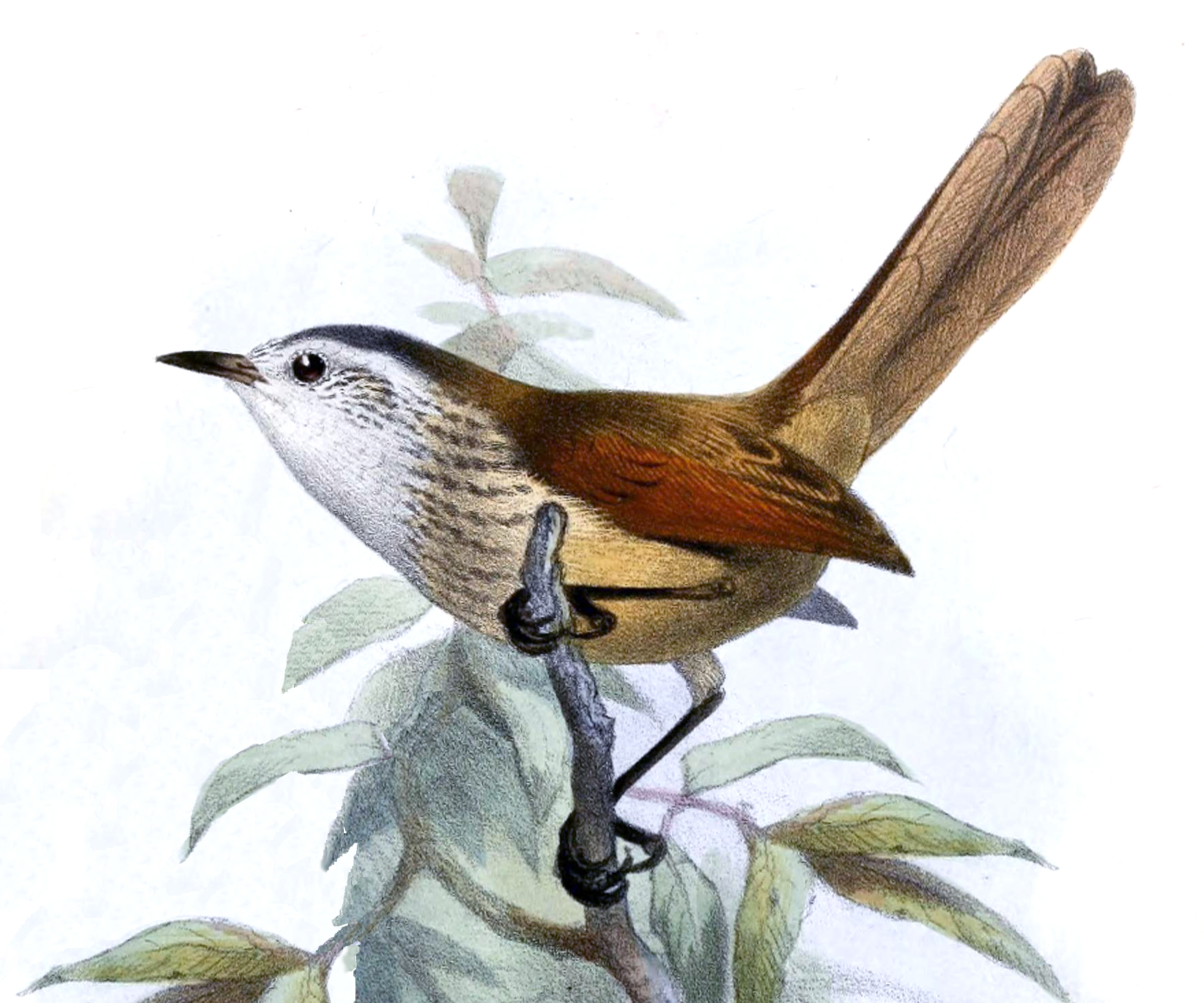
نگارهٔ جوزف اسمیت، ۱۸۷۴